# Wolfgang Ipolt
Wolfgang Ipolt (Gotha, 17 de março de 1954) é um teólogo e bispo católico romano. Desde 18 de junho de 2011, ele é bispo de Görlitz.

## Vida

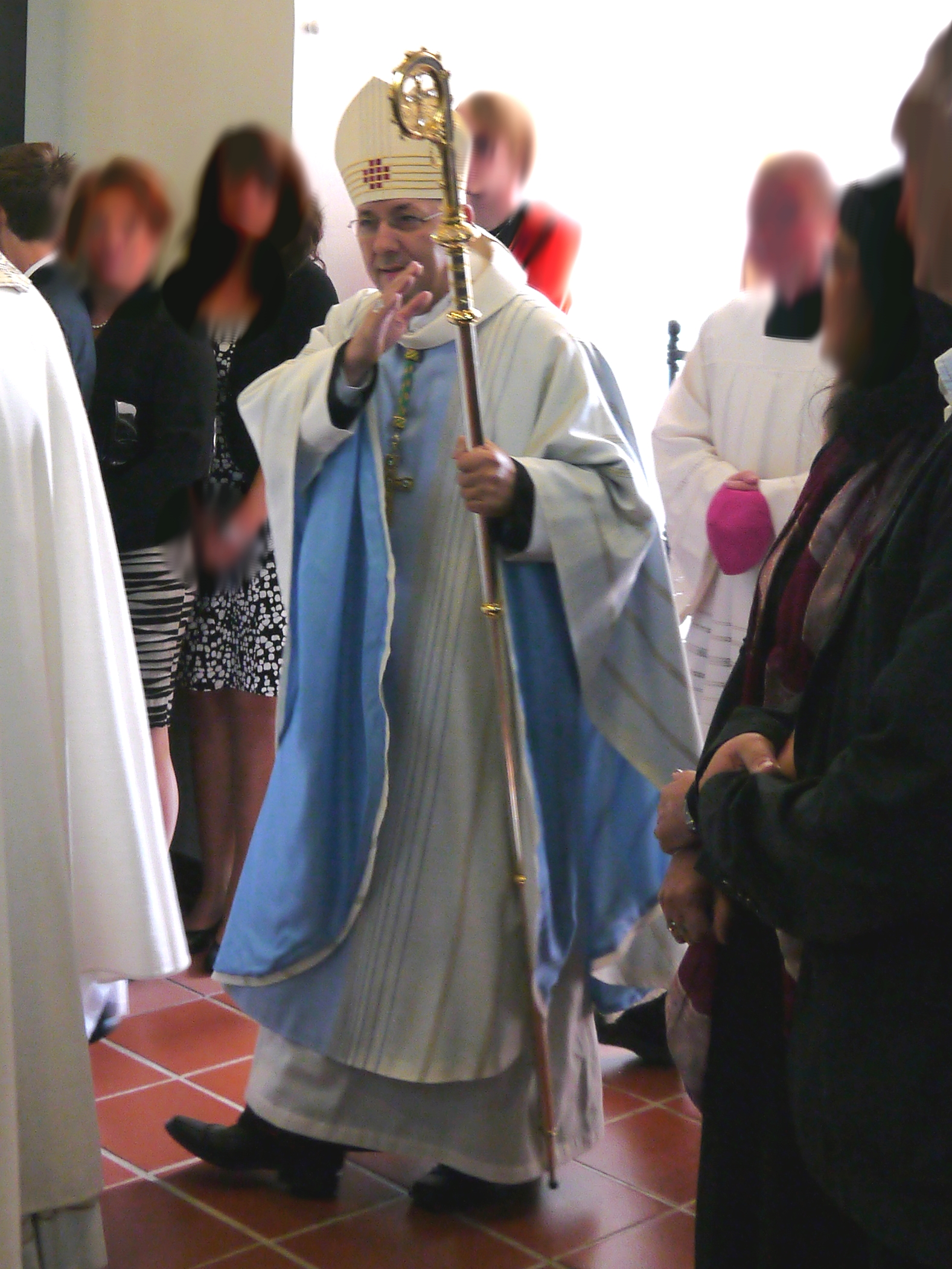
2012 a confirmação em Finsterwalde

Wolfgang Ipolt se formou em 1972 na Escola Arnold de sua cidade natal. Depois de estudar teologia em Erfurt recebeu em 30 de junho em 1979 pelo bispo Hugo Aufderbeck, na Catedral de Erfurt, o sacerdócio e se tornou um capelão em Worbis.
Em 1983, ele se mudou por dois anos para apoiar a pastoral em Berlim na paróquia de Ss. Corpus Christi. Em 1985, Ipolt se tornou capelão na paróquia de St. Lawrence, em Erfurt, até 1989, quando passou a sub-regente do seminário regional de Erfurt, o centro de treinamento sacerdotal na RDA. Em paralelo, ele adquiriu licenças teológicas no campo da teologia pastoral com uma tese sobre catequese na RDA. Em 1992, Ipolt tornou-se pároco da Catedral de Nordhausen, e em 2001 ele se tornou um cônego não-residente no capítulo da catedral de Erfurt.
Em novembro de 2004, ele foi nomeado sucessor de Ulrich Werbs no seminário regional de Erfurt e desde então liderou o seminário, o único centro de formação de sacerdotes no território da antiga RDA. Ele também ensinou teologia da espiritualidade na Faculdade de Teologia Católica da Universidade de Erfurt.
Em 18 de junho de 2011, o Papa Bento XVI o nomeou bispo de Görlitz. A consagração episcopal lhe foi dada pelo arcebispo de Berlim, Rainer Maria Woelki, em 28 de agosto de 2011 na Catedral de St. James em Görlitz; os principais co-consagradores foram o bispo de Erfurt, Joachim Wanke e o bispo de Augsburgo, Konrad Zdarsa.
Na Conferência dos Bispos Alemães, pertencente à Comissão Pastoral, à Comissão para a Igreja Internacional e à sua Subcomissão para a Europa Central e Oriental (esp. Renovabis).
Ipolt é membro da fraternidade KDStV Bavaria Bonn em CV.
Em março de 2021, Ipolt rejeitou a bênção da igreja para casais do mesmo sexo.
Ipolt pertence à minoria de 15% dos bispos alemães que se opõem fundamentalmente à ordenação de mulheres. Durante o Caminho Sinodal na Alemanha em 2022 e 2023, ele votou contra uma revisão da exclusão das mulheres do sacerdócio pelo Vaticano e contra o acesso das mulheres ao diaconato, o nível mais baixo de ordenação.

## Brasão de armas
O brasão do Bispo Wolfgang Ipolt representa suas origens naturais e espirituais. Quatro campos no brasão simbolizam sua jornada natural e espiritual: a roda de Mainz é retirada do brasão da cidade de Erfurt e originalmente representa um símbolo de Cristo; as duas letras gregas Chi e Rho, o monograma de Cristo, podem ser vistas nos raios da roda. O Bispo Ipolt era padre da Diocese de Erfurt e, portanto, o brasão comemora suas origens e o local de sua ordenação.
O livro trespassado por uma espada é o símbolo de Bonifácio, o Apóstolo da Germânia. Ipolt era natural de Gotha, na Turíngia, e foi batizado na igreja paroquial católica local de São Bonifácio. Nesta igreja, ele também recebeu o sacramento da Crisma e celebrou sua primeira missa como padre.
Os lírios da Silésia sobre um fundo vermelho relembram a conexão histórica entre a Diocese de Görlitz e a Arquidiocese de Breslau.
A concha simboliza tanto a cidade de Görlitz quanto a catedral da diocese. A cidade de Görlitz fica na antiga Via de Santiago, e a catedral recebeu o nome do apóstolo Tiago, o Maior. A concha nos lembra que os cristãos são sempre peregrinos.
O lema de Ipolt Odorem notitiae Christi manifestare está abaixo do brasão e se traduz como: "Espalhar a fragrância do conhecimento de Cristo" (2 Cor 2:14).